# Philippe d'Arménie
Philippe d'Antioche, dit aussi Philippe d'Arménie, assassiné en 1226, est roi d'Arménie de 1222 à 1226. Il est un fils de Bohémond IV d'Antioche et de Plaisance du Gibelet.
Il est marié en 1222 à Isabelle d'Arménie, fille de Léon II, roi d'Arménie, et de Sibylle de Lusignan.
Philippe prend l'engagement « qu'il vivrait à la mode arménienne, adopterait la foi et la communion des Arméniens et respecterait les privilèges de tous leurs nationaux ». Mais le jeune roi ne respecte pas ses engagements et tente de remplacer les nobles influents de la cour par ses compatriotes. Il veut aussi imposer le rite et les habitudes latins au clergé et au peuple arménien, et le pays se soulève, mené par Constantin de Barbaron. Il est jeté en prison, puis assassiné le 24 janvier 1226, et Héthoum, le fils de Constantin, épouse sa veuve.